# 塔布拉斯海峽
塔布拉斯海峽是菲律賓的海峽，連接東北面的錫布延海和西南面的蘇祿海，分隔民都洛和班乃島，東北面是馬林杜克省，最大水深545米。
12°24′54″N 121°43′32″E / 12.415°N 121.7255556°E